# Калач на Дону
Калач на Дону (рус. Калач-на-Дону) град је у Русији у Волгоградској области. Према попису становништва из 2010. у граду је живело 26910 становника.

## Становништво
| 1959.  | 1970.  | 1979.  | 1989.  | 2002.  | 2010.  |
| ------ | ------ | ------ | ------ | ------ | ------ |
| 16.676 | 20.795 | 22.836 | 22.979 | 26.882 | 26.910 |